# Фомін Родіон Панасович
Родіон Панасович Фомін (1905, село Усовка Жиздринського повіту Калузької губернії, тепер Людиновського району Калузької області, Російська Федерація — 1954, місто Жданов, тепер місто Маріуполь Донецької області) — радянський діяч, 1-й секретар Брянського міського комітету ВКП(б), 2-й секретар Орловського обласного комітету ВКП(б). Депутат Верховної Ради СРСР 1-го скликання (1937—1946).

## Біографія
Народився в бідній селянській родині. У 1912 році закінчив чотири класи сільської школи в селі Усовці.
З квітня 1912 по жовтень 1914 року — наймит у заможного селянина Яспікова в Усовці. З жовтня 1914 по грудень 1916 року — робітник контори дорожнього будівництва в місті Рославлі Смоленської губернії.
У грудні 1916 — березні 1918 року — робітник, з березня 1918 по червень 1929 року — слюсар-майстер машинобудівного заводу в місті Людиново Калузької губернії.
Член ВКП(б) з лютого 1928 року.
З червня 1929 по серпень 1930 року — голова окружного відділу Спілки радторгслужбовців у місті Брянську.
У серпні 1930 — травні 1932 року — голова Суземської районної ради профспілок Західної області.
З травня 1932 по листопад 1934 року — інструктор Брянського міського комітету ВКП(б).
З листопада 1934 по травень 1937 року — секретар партійного комітету Брянської районної електростанції в селищі Білі Береги Західної області. У 1935 році закінчив Брянську радянсько-партійну школу.
У травні 1937 — липні 1938 року — 1-й секретар Брянського міського комітету ВКП(б).
У червні — липні 1938 року — 3-й секретар Організаційного бюро ЦК ВКП(б) по Орловській області.
У липні 1938 — вересні 1939 року — 2-й секретар Орловського обласного комітету ВКП(б).
З вересня 1939 по січень 1941 року — студент Промислової академії імені Сталіна в Москві.
У січні — серпні 1941 року — 1-й секретар Новозибковського районного комітету ВКП(б) Орловської області. У серпні — вересні 1941 року — 1-й секретар Орджонікідзеградського міського комітету ВКП(б) Орловської області.
З вересня 1941 року — в Червоній армії, учасник німецько-радянської війни. З вересня 1941 по серпень 1942 року — комісар 10-го будівельного управління НКВС СРСР, комісар 24-го управління 4-го військово-польового будівництва на Південно-Західному, Сталінградському, Донському фронтах. У серпні 1942 — липні 1943 року — начальник політичного відділу 24-го управління 4-го військово-польового будівництва на Південному і 4-му Українському фронтах.
З липня 1943 по квітень 1944 року — заступник начальника політичного відділу 55-го стрілецького корпусу на 4-му Українському фронті. У квітні 1944 — серпні 1946 року — начальник політичного відділу 129-го Червонопрапорного стрілецького корпусу на 1-му Білоруському фронті, полковник.
У серпні 1946 року — в резерві ЦК КП(б)У в місті Києві.
У вересні 1946 — січні 1948 року — 1- й секретар Молотовского районного комітету КП(б)У міста Маріуполя Сталінської області.
У січні 1948 — після 1950 року — секретар Маріупольського (Ждановського) міського комітету КП(б)У з кадрів Сталінської області.
Партійні документи погашені Сталінським обласним комітетом КПУ в лютому 1954 року як на померлого.

## Звання
- полковник

## Нагороди
- орден Вітчизняної війни ІІ ст.
- орден Червоного Прапора
- орден Червоної Зірки
- медалі